# 피티궁

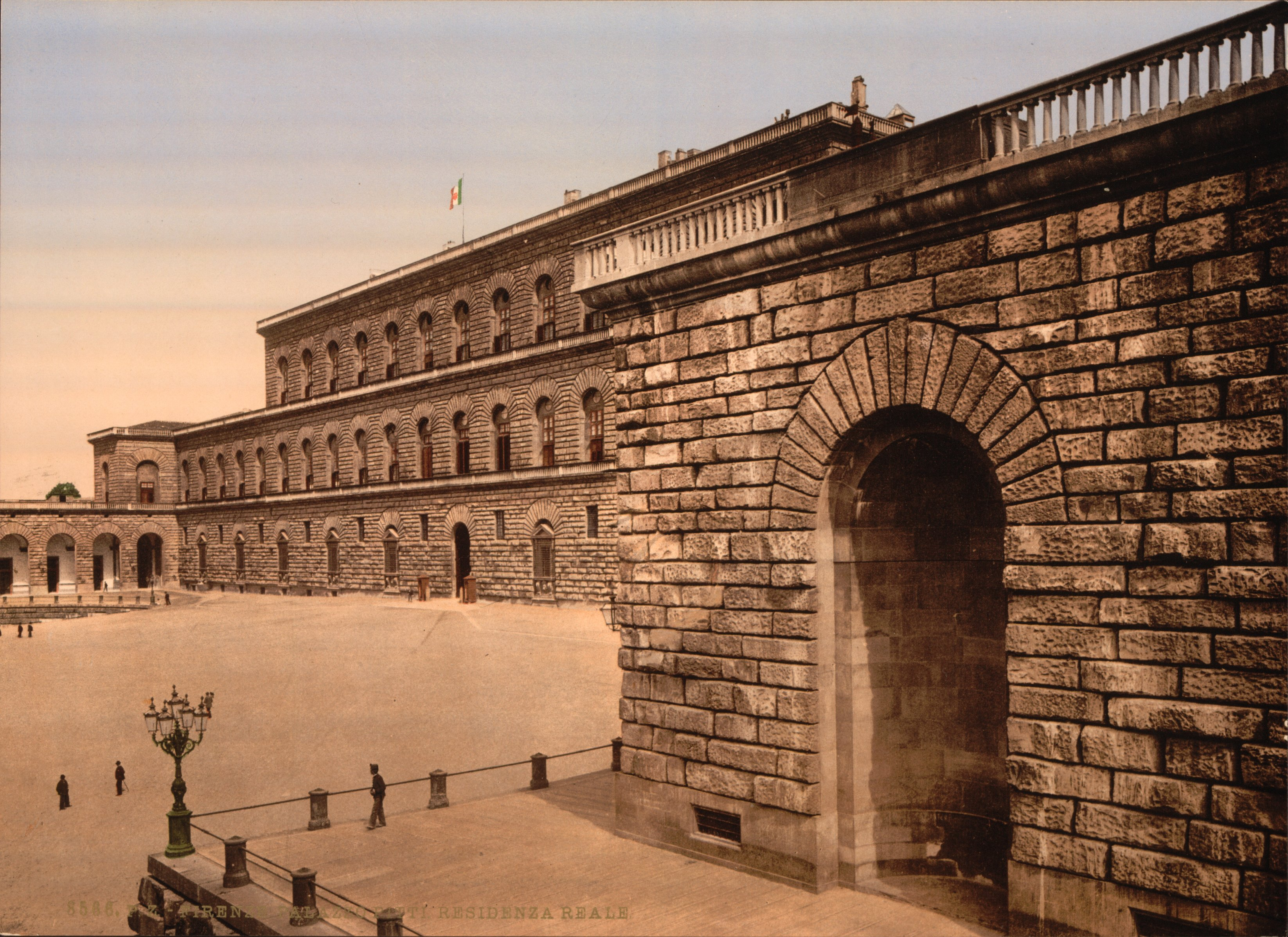
피티 궁전

피티 궁전(Palazzo Pitti)은 이탈리아 피렌체에 있는 궁전이다. 피렌체에서 가장 규모가 큰 궁전으로, 메디치 가문의 경쟁 가문이었던 피티 가문이 1458년에 건축하였고, 필리포 브루넬레스키가 초반에 설계를 맡았다. 1549년에 메디치 가문으로 매각되어, 토스카나 대공국의 왕궁으로 쓰였고, 이후 1864년~1871년 사이에는 이탈리아 왕국의 왕궁으로 쓰이기도 하였다. 1919년부터는 국유화가 되어 미술관으로 사용되고 있다.